# Turowice-Kolonia
Turowice-Kolonia (prononciation : [turɔˈvit͡sɛ kɔˈlɔɲa]) est un village polonais de la gmina de Jasieniec dans le powiat de Grójec de la voïvodie de Mazovie dans le centre-est de la Pologne.

## Histoire
De 1975 à 1998, le village appartenait administrativement à la voïvodie de Radom.